# Plânset

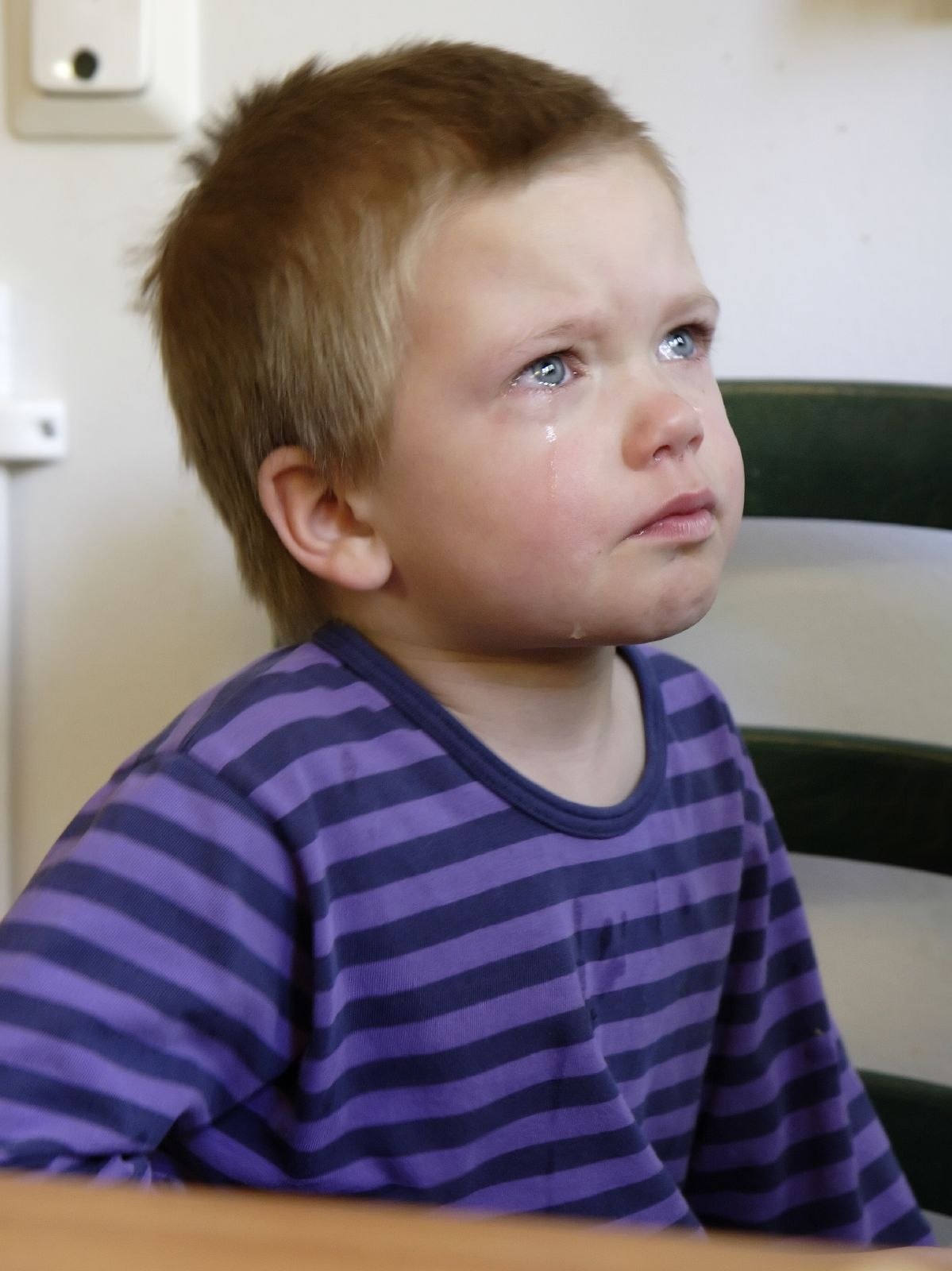
Băiat plângând

Termenul de plânset desemnează în general curgerea lacrimilor ca reacție a unei stări emoționale.Acțiunea de a plânge este definită ca un fenomen secretomotor complex care este caracterizat prin curgerea lacrimilor din aparatul lacrimar fără a provoca nici o iritare a strucrturii oculare.

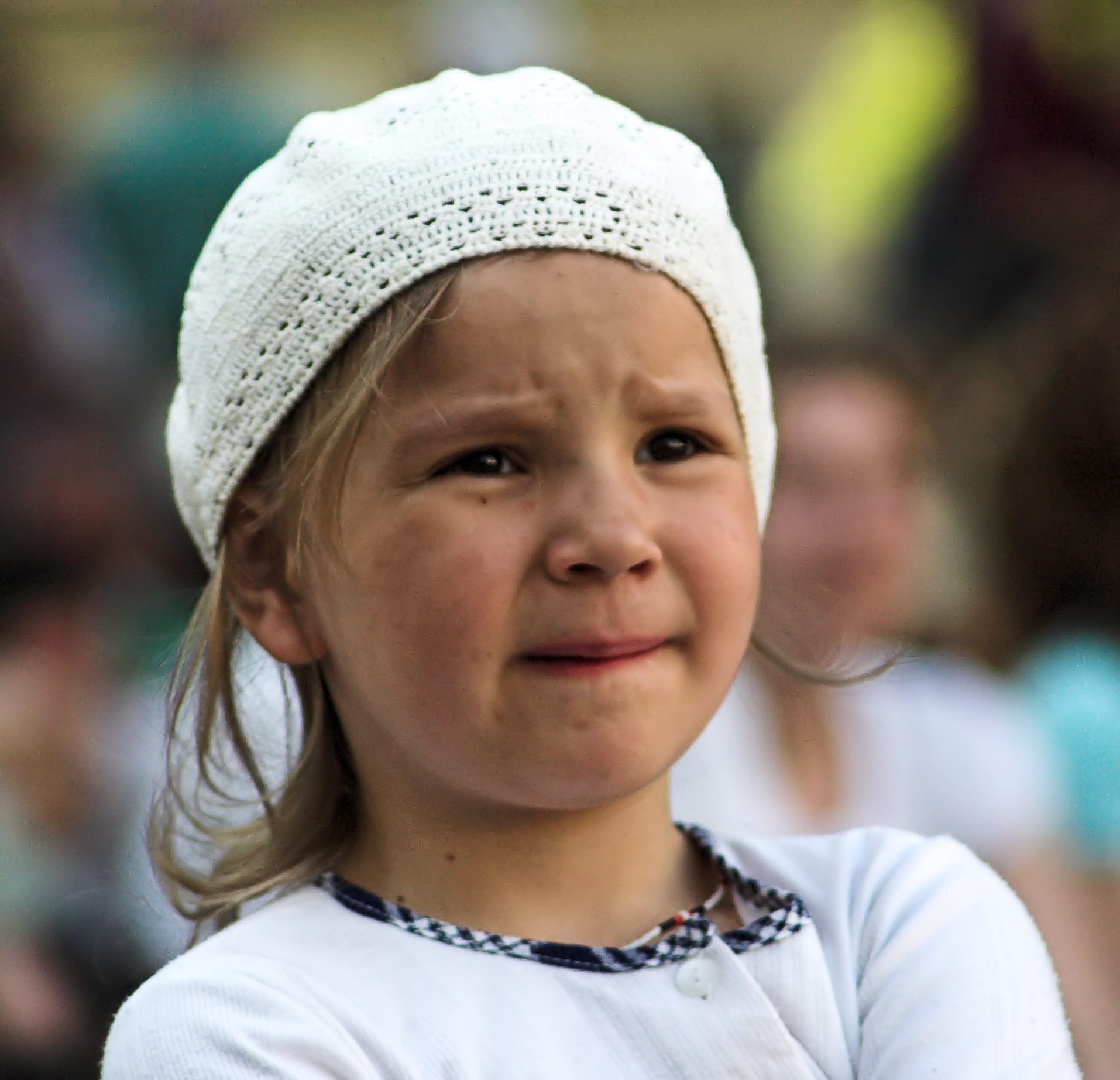
Fetiță plângând

S-a stabilit o rețea neurologică biologică între canalul lacrimar și zonele creierului uman responsabile cu emoțiile.Se bănuiește că nici un animal nu e capabil să plângă datorită vreounei stări emoționale,deși această ipoteză este contestantă de unii oameni de știință.
După un studiu realizat pe mai mult de 300 de persoane adulte ,în medie bărbații plâng odată pe lună iar femeile de 5 ori îndeosebi în perioada premergătoare menstruației și în timpul acesteia când plânsetul este de 5 ori mai frecvent și în general nu are un motivul concret să se producă.
După Societatea Germană de Oftalmologie femeile plâng în medie de la 40 la 74 ori pe an,iar bărbații de 6-27 ori.
Lacrimile produse în timpul plânsetului din cauză emoțională are o compoziție chimică care diferă de alte lăcrimări ale ochilor. Sunt alcătuite din cantități mai mari ale anumitor hormoni:prolactină,adrenocorticotropă,leu-enkefalino și ale potasiului și magneziului.

## Funcție
Funcția și originea lacrimilor este încă în cercetare.
Între teorii există unele care afirmă că sunt  simple reacții ale durerii iar altele că ar fi un mijloc de comunicare non-verbală pentru a cere ajutorul semenilor.
Plânsetul se presupune a fi un comportament complex specific omului deoarece nici o altă specie nu mai varsă lacrimi.Darwin spunea că plânsetul e un steag roșu afișat în special de copii,pentru a atrage atenția, atunci când se atinge un anume prag al stressului ca semnal de alarmă.Teoriile cele mai recente afirmă că plânsetul este exprimare neputinței.